# Central State University
 Central State University  er et delstats universitet i byen Wilberforce i delstaten Ohio, USA. Det blev oprettet i 1887, og er et af de såkaldte historiske sorte læresteder i USA, hvilket betyder at det er i gruppen af højere læringsinstitutioner som fra første stund optog såkaldt sorte studerende før det blev en lovfæstet rettighed i USA.
Ved universitetet var der 1 766 studenter og 179 videnskabelig ansatte i 2006, og samme år var skolepengene US$ 5 294 for studerende stående i folkeregistret i delstaten. Studierne giver også mastergradsniveau.